# Heierhoeve
Heierhoeve (Limb: De Heierhäöf) is een buurtschap in de gemeente Venlo en ligt tussen de plaatsen Blerick en Grubbenvorst. Tot eind 2000 behoorde het tot de gemeente Grubbenvorst.

## Etymologie
Heierhoeve werd in 1840 vermeld als Heijerhoeven.

## Geschiedenis
Al sinds 3000 jaar v.Chr. is dit gebied min of meer permanent in agrarisch gebruik. De bebouwing stamt minstens uit de 11e en 12e eeuw, sindsdien was er al sprake van ontginning. In de 15e eeuw ontstond in het gebied een nederzetting met een zestal boerderijen. Het hele gebied behoorde destijds toe aan Goddert van Wylich (?-1486), die het slot Grubben bewoonde en eigenaar was van de hofstede Baersdonck.
De boerderijen in Zaarderheiken waren gemengde bedrijven. De kernactiviteit was echter akkerbouw. Het vee werd voornamelijk gehouden voor de mest die de schrale gronden enigszins vruchtbaar moest maken. Veel pachters moesten in de 17e en 18e eeuw na enige tijd weer stoppen, omdat zij de belastingen niet konden opbrengen. Naast de kerkelijke grondbelasting bestonden deze ook nog uit beestengeld en grote en kleine tienden. De magere oogsten hielpen ook niet echt mee.
Door openstaande schulden waren de nazaten van Van Wylich gedwongen de boerderijen in 1753 openbaar te verkopen. Vanaf 1767 stonden de boerderijen enkele jaren leeg, omdat ze vanwege achterstallig onderhoud onverkoopbaar bleken. In de Franse tijd lag de ontginning van de heide nagenoeg stil. Vanaf de 19e eeuw was er weer bedrijvigheid in het gebied en wordt de ontginning voortgezet. Recent zijn er opgravingen geweest die oude funderingen van de boerderijen blootlegde.
Tussen 1918 en 1955 was er in de Heierhoeve een laad- en losplaats voor goederen aan de spoorlijn Venlo - Eindhoven.

## Religie
Na de Tweede Wereldoorlog werd in 1946 naast de spoorlijn een kapel gebouwd, gewijd aan Onze-Lieve-Vrouw van Fátima, de Onze-Lieve-Vrouw-van-Fátimakapel. Deze kapel is in 2008 gesloten en in 2009 gesloopt om plaats te maken voor de uitbreiding van het Venlose industrieterrein. De inhoud, waaronder een Mariabeeld, is overgebracht naar het Museum De Locht in Melderslo en gebruikt voor de romaanse kapel van Museum de Locht.
Een nieuwe kleinere veldkapel is in 2013 gebouwd.
In 2013 werd er een nieuwe kapel gebouwd in Heierhoeve, de Onze-Lieve-Vrouw-van-Fátimakapel.

## Industrie
De buurtschap ligt nu ingeklemd tussen de bedrijventerreinen Trade Port West en Trade Port Noord.